# 吕胤昌
吕胤昌（1560年—？），字玉绳，号姜山，錦衣衛官籍浙江余姚人。明朝政治人物、戏曲学家。

## 生平
明万历十年（1582年）考中順天府鄉試第四十三名举人。明万历十一年（1583年），联登癸未科會試第一百十八名，三甲二十三名进士。刑部觀政，本年授直隶宁国府推官，十七年升任吏部主事，十八年轉验封司，本年轉考功司，調文选司，十九年升稽勋司员外郎，轉验封司，二十年轉考功司、文选司，本年养病。萬曆二十一年三月（1593年4月）癸巳京察，因东林党争，任吏部文选郎的吕胤昌以浮躁被降調，本年降长芦運判，又丁憂。其后专心研究戏曲。與同时期湯顯祖、張鳳翼、沈璟、梅鼎祚等戏曲家交好，常通書信。。
萬曆二十五年起補河東運判，二十六年升九江府通判，二十七年升南京太僕寺丞，二十八年升南工部员外郎，三十年升郎中，三十二年升河南参议。

## 家族
远祖新昌人。先祖吕本为大学士。父亲呂兌，母亲孫鐶。舅舅孙鑨，孫鐶為孙鑨之異母妹。。
曾祖吕改，贈光禄大夫、柱國、少保兼太子太傅、禮部尚書、武英殿大學士。祖父吕本，光禄大夫、柱國、少保兼太子太傅、禮部尚書、武英殿大學士。父吕兑，禮部主事。母孫氏。重庆下。

## 《牡丹亭》
明代名剧《牡丹亭》为汤显祖所著，但当时流传版本很多。汤显祖在《答凌初成》中说：“不佞《牡丹亭记》大受吕玉绳改窜，云便吴歌。不佞哑然笑曰：昔有人嫌摩诘之冬景芭蕉，割蕉加梅，冬则冬矣，然非王摩诘冬景也”，抱怨吕胤昌修改了他的原著。汤显祖还吩咐演员：“《牡丹亭记》要依我原本，其吕家改的，切不可从”，要演员不要按吕胤昌的剧本演戏。现在研究认为，这是一场误会。汤显祖所抱怨的的《牡丹亭》篡改版本很大可能出自沈璟，并非吕胤昌所为。汤、吕二人为多年好友，吕胤昌当年只是为沈璟代为转交剧本，但未能交代原委，引起了汤的误解。吕也有自己改变的《牡丹亭》版本，但已失传。吕胤昌改编《牡丹亭》是因为原作不符合昆曲格律，改动的是格律，而并非内容。

## 著作
- 《全明分省分县刻书考》
- 《夷坚志》十卷，明万歷十八年，吕胤昌刊本
- 校阅梅鼎祚辑《古乐苑》
- 改编《牡丹亭》